# Leptothorax schaufussi
Leptothorax schaufussi är en myrart som först beskrevs av Auguste-Henri Forel 1879.  Leptothorax schaufussi ingår i släktet smalmyror, och familjen myror. Inga underarter finns listade i Catalogue of Life.